# Кочнев, Дмитрий Викторович
Дми́трий Ви́кторович Ко́чнев (род. 1 марта 1964 года, Москва, РСФСР, СССР) — российский государственный деятель, генерал армии (2020). Директор Федеральной службы охраны Российской Федерации с 26 мая 2016 года, заместитель директора Федеральной службы охраны Российской Федерации — начальник Службы безопасности президента Российской Федерации в 2015—2016 годах.
Из-за поддержки российско-украинской войны под санкциями Канады, Украины.

## Биография
Родился 1 марта 1964 года в Москве. Получил высшее специальное образование.
С 1982 по 1984 год проходил срочную службу в Вооружённых силах СССР, с 1984 по 2002 год служил в силовых ведомствах СССР, а затем России.
В 2002 году Кочнев начал работу в органах государственной охраны Российской Федерации. В 2006 году ему было присвоено воинское звание полковника. В 2016 году присвоено воинское звание «генерал-майор».
30 июня 2015 года был назначен на должность заместителя директора Федеральной службы охраны Российской Федерации — начальника Службы безопасности президента Российской Федерации.
Указом Президента Российской Федерации № 256 от 26 мая 2016 года Кочнев был назначен на должность директора Федеральной службы охраны Российской Федерации, сменив на этом посту подавшего в отставку по собственному желанию генерала армии Евгения Мурова.
В 2017 году Кочневу было присвоено воинское звание «генерал-лейтенант», в 2018 году — воинское звание «генерал-полковник», а в 2020 году — воинское звание «генерал армии».

## Международные санкции
Из-за поддержки российской агрессии и нарушения территориальной целостности Украины во время российско-украинской войны находится под персональными международными санкциями разных стран. 14 марта 2022 года включён в санкционный список Канады «близких соратников режима» за «содействие и поддержку выбора президента Путина вторгнуться в мирную и суверенную страну». Указом президента Украины Владимира Зеленского от 19 октября 2022 года находится под санкциями Украины «за дестабилизацию Украины и российскую военную агрессию».

## Награды
Имеет ряд государственных и ведомственных наград, среди них:
- орден «За заслуги перед Отечеством» 4 степени (с мечами)[12];
- орден Александра Невского;
- 2 ордена Мужества[12];
- медаль «За отвагу»;
- медаль Суворова;
- Медаль «За отличие при выполнении специальных заданий» (ФСО)[13];
- Медаль «За воинскую доблесть» (ФСО)[13];
- Юбилейная медаль ФСО «125 лет органам государственной охраны России»[13];
- Юбилейная медаль ФСО «80 лет Президентскому полку»[13];
- Медаль «За возвращение Крыма»[13];
- Медаль «За отличие в военной службе» I, II и III степени[13].

## Личная жизнь
Женат, имеет ребёнка. Жена — Марина Владимировна Медведева, член правления, корпоративный секретарь компании «Сибур». Согласно опубликованным декларациям о доходах за 2015 год, жена Кочнева заработала 58,1 млн рублей; по данным газеты «Коммерсантъ», эта сумма превышает доходы остальных сотрудников Федеральной службы охраны и членов их семей. Сам Дмитрий Кочнев, согласно декларации за 2015 год, имеет доход 61,4 млн рублей. В 2019 году Кочнев включён в рейтинг российского издания Forbes «Богатейшие силовики России — 2019» с семейным доходом в размере 100,6 млн.рублей, при этом доход самого Кочнева оценён в 11,4  млн.рублей.
На акции «Бессмертный полк» в Москве в 2017 году нёс портрет своего родственника — участника ВОВ, старшего сержанта Александра Филлиповича Кочнева (1905—1975), который в апреле 1945 года в ходе боёв за Кёнигсберг уничтожил до 160 солдат и офицеров противника, был награждён за это орденом Ленина.